# Transport Air Centre
« Une nouvelle façon de se déplacer »
Transport Air Centre (TAC) était une compagnie d'aviation d'affaires française basée sur l'aéroport de Roanne à Saint-Léger-sur-Roanne dans le département de la Loire et à Aulnat dans le Puy-de-Dôme, qui a assuré des liaisons régulières et des vols à la demande.

## Histoire
Transport Air Centre, connu sous l'acronyme TAC est créée en 1978 par Claudius VERMESCH sur l'aéroport de Roanne et Clermont-Ferrand comme compagnie d'avion Taxi.
Elle était également présente au Terminal Transair de l'aéroport de Lyon-Bron pour le transport à la demande.
Elle se trouvait également sur l'aéroport de Clermont-Ferrand/Aulnat, siège d'un des associés qui détenait une société de maintenance d'aéronefs sur la plateforme, où elle assurait le transport des cadres et ingénieurs du manufacturier Michelin ou de la société Limagrain. Elle effectuait également des transports pour le SAMU et effectuait du transport à la demande sur toute l'Europe.
Elle commence des services réguliers, une ligne en 1991 puis deux en 1992 en assurant notamment le Montluçon-Guéret vers Paris-Orly entre 1991 et 1992 et entre 1992 et 1994, la liaison Valence-Paris reprise à Air Exel (1991) et avant Europe Aero Service (1969-1989) et sa société-sœur Jet Europe (1990).
Elle transporte 2 000 passagers en 1991 pour un taux de remplissage moyen de 27%.
La billetterie est sous-traitée à la compagnie Air Littoral, seule a pouvoir émettre les billets de passage et bulletin de bagages.
La compagnie emploie 11 personnes dont 5 navigants toujours en 1991 et dispose alors de 4 avions.
Son activité était principalement liée au transport à la demande (Chiffre d'affaires 1991 : 6,5 millions de francs) plus que les lignes régulières (Chiffre d'affaires 1991 : 1,6 million avec une subvention de 2,3 millions de francs).
Elle mettait fin à la ligne régulière au départ de l'aéroport de Valence-Chabeuil vers Orly en 1994 après deux ans de service.
TAC cessait son activité en 1994, revendue et renommée Pulse Aviation TAC, basée sur l'aéroport de Valence-Chabeuil, qui reprenait la ligne Paris-Valence.

## Réseau
Entre 1991 et 1992, liaison Paris-Orly vers Montluçon-Guéret.  
Entre 1992 et 1994, TAC a repris la ligne Paris-Orly vers Valence-Chabeuil en bi-quotidien du lundi au vendredi, vol UH115 Valence-Paris et UH 116 pour le retour, le soir vol UH 119 et retour UH 120.

## Flotte
La compagnie a exploité en 1978:

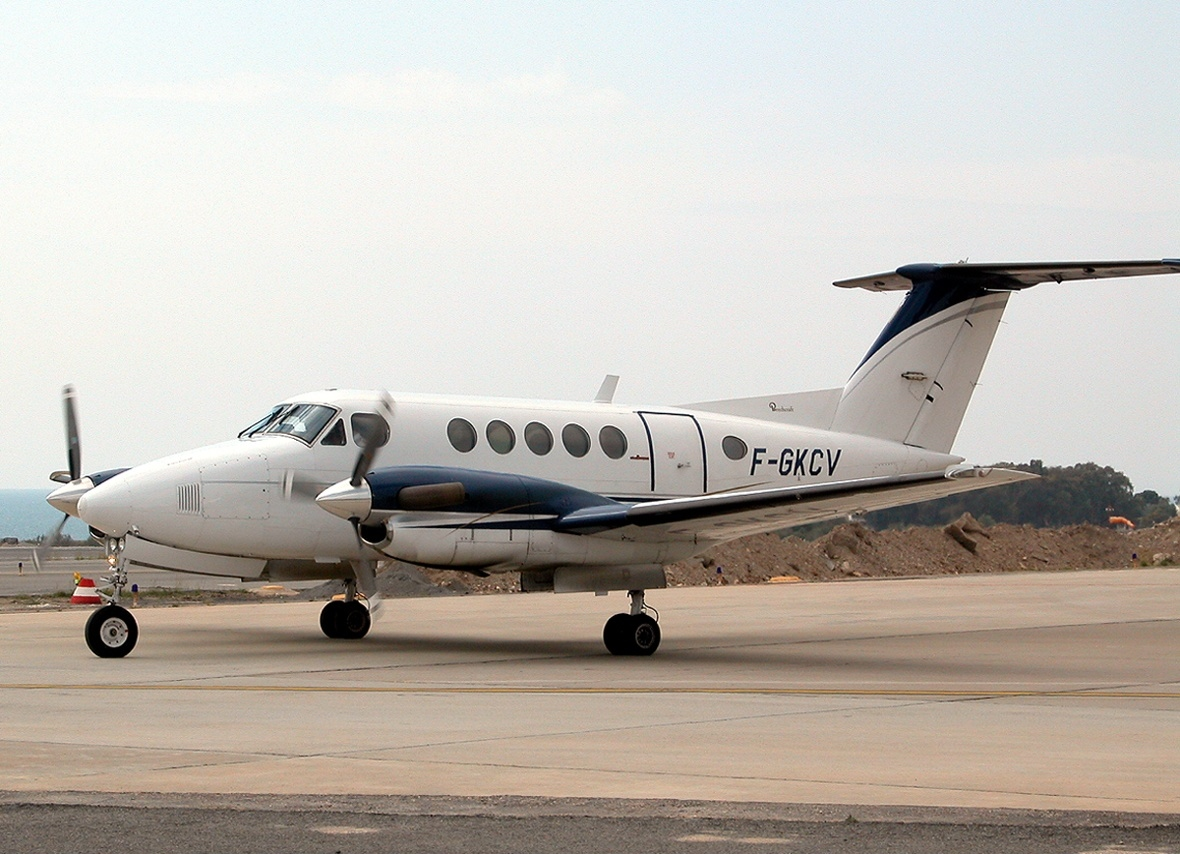
Ancien Beech 200 F-GKCV utilisé par Transport Air Centre

- 1 Piper PA-23 Aztec 250E immatriculé F-BVJK entré en flotte en février 1974[11].

La compagnie a exploité en 1993:
- 3 Beech King Air E90 immatriculés F-GALZ (9 passagers), F-GESJ et F-GFHQ (8 passagers)
- 1 Swearingen SA227AT Merlin IV immatriculé F-GGLG (19 passagers)
- 2 Beech King Air 200 immatriculés F-GKCV et F-GKII (8 passagers)